# Sergej Ignasjevitj
Sergej Nikolajevitj Ignasjevitj (ryska: Сергей Николаевич Игнашевич), född 14 juli 1979, är en rysk före detta fotbollsspelare. Han är sedan 2019 tränare för Torpedo Moskva. Han spelade under sin karriär för bland annat CSKA Moskva och Lokomotiv Moskva.
Han var uttagen i Rysslands trupp vid fotbolls-EM 2012.